# Chalancon
Chalancon este o comună în departamentul Drôme din sud-estul Franței. În 2009 avea o populație de 63 de locuitori.

## Evoluția populației
| An        | 1975 | 1982 | 1990 | 1999 | 2006 | 2009 |
| --------- | ---- | ---- | ---- | ---- | ---- | ---- |
| Populație | 77   | 76   | 81   | 56   | 61   | 63   |